# .pf
.pf je vrhovna internetska domena (country code top-level domain - ccTLD) za Francusku Polineziju. Domenom upravlja Služba pošta i telekomunikacija.

## Vanjske poveznice
- IANA .pf whois informacija  Arhivirana inačica izvorne stranice od 29. lipnja 2006. (Wayback Machine)